# L'Équipe
«Екіп» (фр. L’Équipe) — французька щоденна національна спортивна газета. Назва газети українською перекладається як «Команда». Редакційна політика видання спрямована насамперед на освітлення футболу, регбі, моторного спорту і велоспорту. Перший номер газети вийшов у 1946 році, редакція нового видання була сформована на основі журналістів, які працювали в газеті L'auto, яка вважається попередницею «Екіп», ця газета мала вузьку спрямованість і була присвячена виключно автоспорту.
Слід зазначити, що газета L'Auto була організатором перших велосипедних перегонів Тур де Франс в 1903 році, а в 1919 році з'явилась жовта майка лідера перегонів і була жовтого кольору для того, щоб дати посилання на жовтий газетний папір, на якому видавали газету l'auto.

## Історія
У 1940 році Жак Годде, директор Тур де Франс і спортивний журналіст, очолив газету. Він був сином фінансового директора L'Auto Віктора Годде. Годде захищав свою газету в суді, коли французький уряд порушило справу, але так і не зміг повністю очистити ім'я газети від суспільної свідомості, яке було переконане у співпраці L'Auto якщо не з Німеччиною, то з президентом-маріонеткою Філіппом Петеном.
Годде дозволили відкрити нове видання-наступник L'Équipe. Редакція газети зайняла приміщення через дорогу від колишньої редакції L'Auto, і це приміщення також належало L'Auto, хоча за офіційними документами на нього було накладено арешт. Однією з умов вирішення нової газети було те, що вона повинна видаватися на білому папері, а не жовтого, як L'Auto.
Нова газета почала виходити тричі на тиждень з 28 лютого 1946 року. З 1948 стала щоденною. Вона істотно випереджала своїх головних конкурентів — L’Élan і Le Sport завдяки висвітленню автоперегонів з натяком на газету-попередницю шляхом публікації текстів L'Auto нагорі сторінки шрифтом gothic print, який використовувався в довоєнній газеті для заголовків.
У 1968 році L'Équipe купив Емільєн Аморі, засновник видавничого дому Аморі. Його смерть у 1977 році призвела до шестирічної боротьби за спадщину між його сином і дочкою, яка закінчилася компромісом: Філіп Аморі став власником щоденних газет, а його сестра Франсін — таких журналів, як Marie France і Point de vue. Філіп заснував власний видавничий будинок, в який увійшли L'Équipe, Le Parisien і Aujourd'hui. Після його смерті в 2006 році група перейшла його вдові Марі-ОділіЇ Аморі і дітям Жану-Етьєну і Аврорі.

## Наклад
| Рік             | 1999    | 2000    | 2001    | 2002    | 2003    | 2004    | 2005    | 2006    | 2007    | 2008    | 2009    | … | 2022    |
| --------------- | ------- | ------- | ------- | ------- | ------- | ------- | ------- | ------- | ------- | ------- | ------- | - | ------- |
| Середній наклад | 386 189 | 386 601 | 455 598 | 321 153 | 339 627 | 369 428 | 365 654 | 365 411 | 327 168 | 298 949 | 303 106 | … | 216 952 |

Два найбільших розпроданих тиражі газети випали на 13 липня 1998 року, після перемоги збірної Франції на чемпіонаті світу з футболу, коли було продано 1 645 907 примірників, а також на 3 липня 2000 року, після того, як Франція виграла чемпіонат Європи з футболу, після чого було продано 1 255 633 копій газети.